# Палатини
Паладини или палатини (лат. Scholae Palatinae - палатинске школе) били су припадници римске царске гарде у доба Домината и ране Византије. Тај појам усвојен је касније као титула дворских достојанственика у Византији, Франачкој, Енглеској, Пољској и Мађарској.

## Римско царство
Током Диоклецијанових (284-305) реформи створена је лака оперативна војска (лат. Comitatenses) чије је језгро чинила нова гарда Паладина, састављена од војника који су се истакли ревносном службом у легијама. Када је цар Константин Велики 312. укинуо личну гарду - преторијанце, њих су замениле одане јединице коњице и пешадије Паладина. До краја 4. века Паладини су имали око 25 вексилума (део легије) по 500 коњаника, 25 пешадијских легија (по 500 људи) и 108 помоћних јединица (по 500 људи).

## Византија
Sholae palatinae су се као гардијска јединица у Византији одржалe све до распада тематског система у 11. веку, а њени официри били су уједно и дворски великодостојници, у првом реду, управници царске ризнице.
У српском језику, име византијске царске гарде превођено је различито: тако је Живојин Симић, у роману Под слободним сунцем (1907), израз Sholae palatinae превео као палатинци.

## Друге државе
Слично је било и код Франака у доба Каролинга, када је најистакнутији од Паладина (лат. comes palatinus) управљао спољним и војним пословима. У Енглеској и Ирској палатинима су називани крупни феудалци, а у Пољској војводе и гувернери провинција. У Мађарској су Палатини (мађ. nàdor) мали сличне функције, а били су и највиши достојанственици на двору и чувари краљевог печата; од 1485. имају функцију заповедника војске, врховног судије и вице-краља (кога замењују у одсуству), а краљ и сабор их бирају доживотно.